# Ліповнік (округ Рожнява)
Ліповнік (словац. Lipovník) — село в окрузі Рожнява Кошицького краю Словаччини, історична область Гемера. Площа села 12,72 км². Станом на 31 грудня 2016 року в селі проживало 509 жителів.

## Історія
Перші згадки про село датуються 1280 роком.

## Населення
| Рік:            | 1994. | 2004.   | 2014.   | 2024.   |
| --------------- | ----- | ------- | ------- | ------- |
| Кількість осіб: | 561   | 520     | 493     | 509     |
| Різниця:        |       | -7,30 % | -5,19 % | +3,24 % |

| Рік:            | 2023. | 2024.   |
| --------------- | ----- | ------- |
| Кількість осіб: | 516   | 509     |
| Різниця:        |       | -1,35 % |